# El carter sempre truca dues vegades (pel·lícula de 1946)
El carter sempre truca dues vegades (títol origial: The Postman always rings twice) és una pel·lícula estatunidenca de cinema negre publicada el 1946 i basada en la novel·la homònima de James M. Cain, escrita el 1934. La pel·lícula va ser dirigida per Tay Garnett, adaptada per George Bassman i Erich Zeisl i protagonitzada per John Garfield, Lana Turner, Cecil Kellaway, Hume Cronyn, Leon Ames i Audrey Totter.
És la primera adaptació cinematogràfica estatunidenca de la novel·la, sent les primeres dues adaptacions europees: la versió francesa Le dernier Tournant, sortida el 1939, i la versió italiana Ossessione, del 1943. Més tard, el 1981, es va fer una nova adaptació estatunidenca dirigida per Bob Rafelson i protagonitzada per Jack Nicholson i Jessica Lange.

## Sinopsi
La pel·lícula gira entorn de la relació amorosa fora de matrimoni entre Cora (Lara Turner), una femme fatale avorrida de la seva vida de casada amb Nick Smith (Cecil Kellaway), i Frank (John Garfield), un viatger amb ganes de veure món que es troba per casualitat amb el restaurant de carretera (diner) del matrimoni Smith i hi comença a treballar. La relació passional que s'estableix entre els dos amants esdevé ràpidament una via de sortida de Cora per escapar del matrimoni i mantenir el restaurant, portant-lo a la seva manera. És per això que aprofitant l’oportunitat, Cora convenç a Frank per matar el seu marit, sense ser conscient de les conseqüències que això li portarà.

## Lafemme fatalede Garnett
En aquesta pel·lícula, hi ha una figura molt important i determinant en la història: la femme fatale, lligada al personatge de Cora.
En el cinema, més concretament el cinema negre, la femme fatale representa un arquetip femení caracteritzat per una dona altament seductora i atractiva, alhora que malvada, perversa i destructiva, que fa ús de la sexualitat per seduir l’heroi i conduir-lo a un “callejón sin salida”. A més, aquest personatge sempre va més enllà i recorre també a la manipulació i els jocs sentimentals per dominar l’home a través de les emocions i així aconseguir el que ella vol.
En aquest cas, la femme fatale és presentada com una dona ambiciosa i inconformista amb classe, elegància i glamur, a més de molt sensual, sempre ben vestida, tota de blanc, desencaixant amb el seu entorn. Tot al llarg de la pel·lícula, aquest personatge fa ús del victimisme, el dramatisme i el sentimentalisme per manipular a Frank i convèncer-lo perquè mati a Nick. Vol aconseguir que Frank emfatitzi amb ella, busca la seva pietat, fent llàstima i reafirmant constantment el seu amor, inclús recorrent al suïcidi. Aquestes estratègies de la femme fatale són perceptibles ja des d’un principi, quan, en el primer trobament entre ella i Frank, Cora deixa caure a terra un pintallavis per cridar l’atenció d’ell i amb una gran sensualitat, captivar-lo.
D’aquesta manera, la femme fatale va manipulant poc a poc a Frank fins a aconseguir el que s'ha proposat: matar el seu marit i quedar-se amb el negoci del restaurant per portar-lo a la seva manera, prenent les seves pròpies decisions, i tenint així els diners, el poder i la propietat que sempre havia desitjat.

## Repartiment
- John Garfield - Frank Chambers
- Lana Turner - Cora Smith
- Cecil Kellaway - Nick Smith
- Hume Cronyn - Arthur Keats
- Leon Ames - Kyle Sackett
- Audrey Totter - Madge Gorland